# Uganda i olympiska sommarspelen 2004
Uganda i olympiska sommarspelen 2004 bestod av 11 idrottare som blivit uttagna av Ugandas olympiska kommitté.

## Boxning
Lätt flugvikt
- Jolly Katongole
  - Sextondelsfinal: Förlorade mot Atagun Yalcinkaya från Turkiet (7 - 22)

Fjädervikt
- Brian Mayanja
  - Sextondelsfinal: Förlorade mot Galib Jafarov från Kazakstan (outscored; omgång 3, 0:26)

Lättvikt
- Sam Rukundo
  - Sextondelsfinal: Besegrade Tahar Tamsamani från Marocko (30 - 22)
  - Åttondelsfinal: Besegrade Alexander de Jesus från Puerto Rico (24 - 22)
  - Kvartsfinal: Förlorade mot Murat Khrachev från Ryssland (18 - 31)

Weltervikt
- Sadat Tebazaalwa
  - Sextondelsfinal: Förlorade mot Hanati Silamu från China (17 - 29)

Mellanvikt
- Joseph Lubega
  - Sextondelsfinal: Förlorade mot Prasathinphimai Suriya från Thailand (21 - 30)

## Friidrott
Herrarnas 800 meter
- Paskar Owor
  - Omgång 1: 1:47.87 (5:a i heat 5, gick inte vidare, 47:a totalt)

Herrarnas 10 000 meter
- Wilson Busienei
  - 28:10.75 (11:a totalt)
- Boniface Kiprop Toroitich
  - 27:25.48 (4:a totalt) (säsongsbästa)

Damernas 5 000 meter
- Dorcus Inzikuru
  - Omgång 1: 15:38.59 (12:a i heat 1, gick inte vidare, 24:a totalt)